# Magnolia lotungensis
Magnolia lotungensis är en magnoliaväxtart som beskrevs av Woon Young Chun och C.H.Tsoong. Magnolia lotungensis ingår i släktet Magnolia och familjen magnoliaväxter. Inga underarter finns listade i Catalogue of Life.